# Duchařský příběh

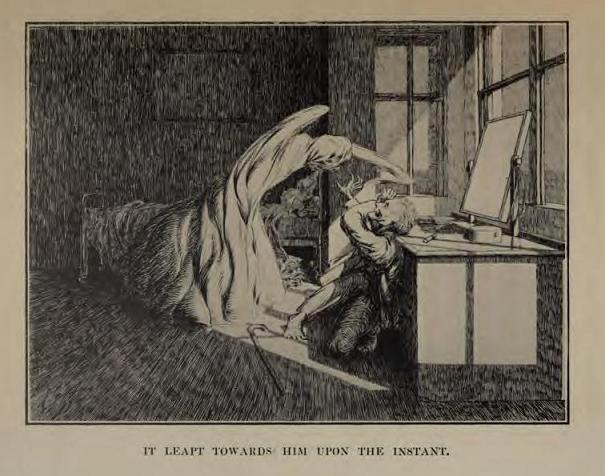
Ilustrace Jamese McBryda pro M. R. Jamesův příběh „Oh, Whistle, And I'll Come To You, My Lad“.

Duchařským příběhem může být jakákoli fikce nebo drama, které zahrnuje ducha nebo jehož předpokladem je výskyt duchů nebo víra postav v duchy. „Duch“ se může objevit sám od sebe nebo může být vyvolán magií. S duchem souvisí myšlenka „strašení“, kdy je nadpřirozená entita vázána na nějaké místo, předmět nebo osobu. Duchařské příběhy jsou obvykle příklady tzv. ghostloru (tj. spojení anglických slov „ghost“ a „folklore“).
Hovorově se termín „duchařský příběh“ může vztahovat na jakýkoli druh strašidelného příběhu. Duchařský příběh byl vyvinut jako formát povídky v rámci žánrové fikce. Je to forma nadpřirozené beletrie, konkrétně tzv. weird fiction. Často jde o hororový příběh.
I když záměrem duchařských příběhů často je, aby byly strašidelné, byly napsány tak, aby sloužily všemožným účelům, od komedií až po morální příběhy. Duchové se v příbězích často objevují jako strážci nebo proroci budoucích událostí. Víra v duchy se objevuje ve všech kulturách po celém světě, a proto mohou být duchařské příběhy předávány ústně i písemně.

## Dějiny

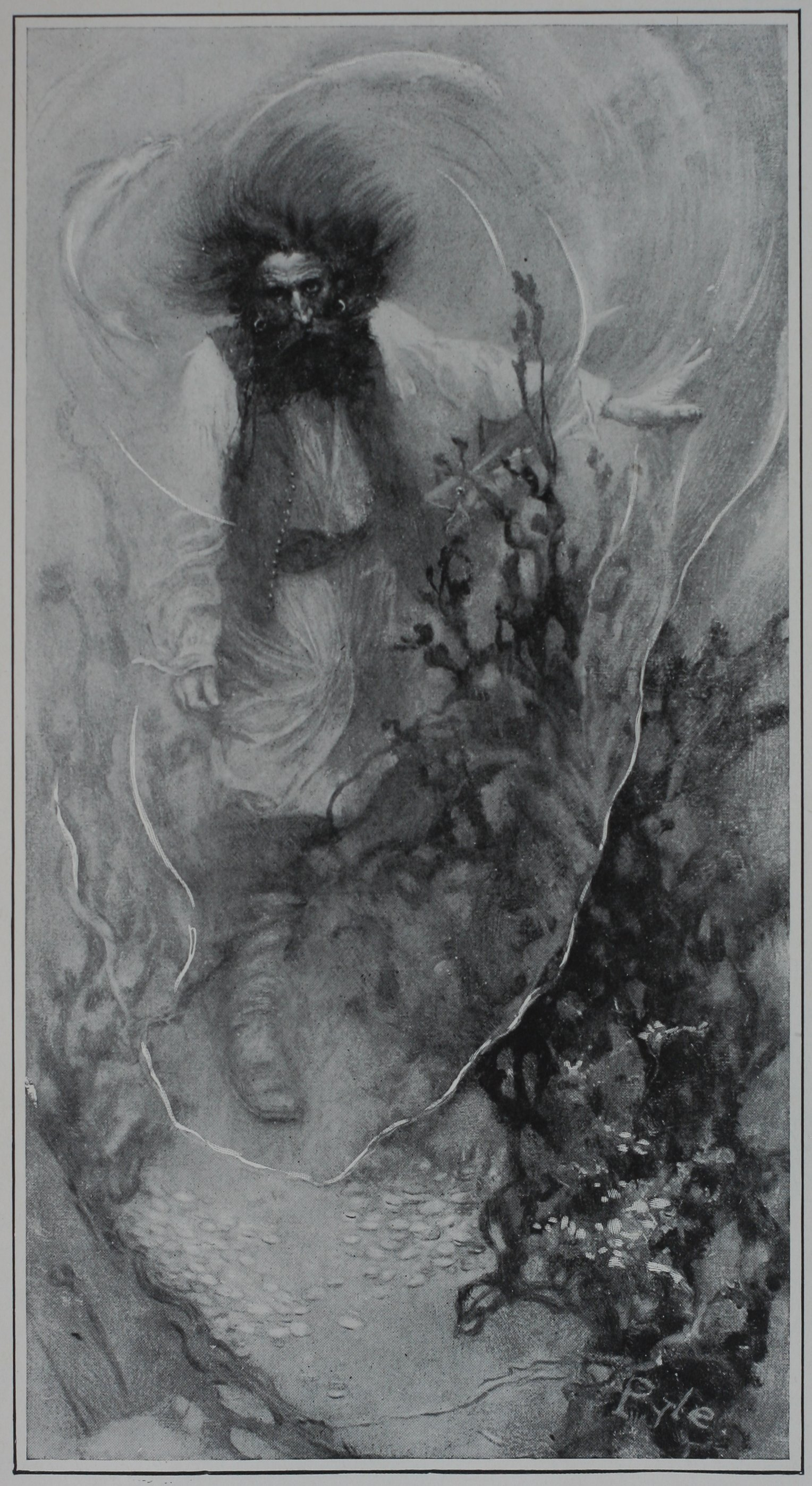
Duch piráta z knihy Book of Pirates Howarda Pylea (1903)

Všeobecné mínění o duších spočívá v tom, že jsou složeni z mlhavého, vzdušného nebo lehounkého materiálu. Antropologové spojují tuto myšlenku s ranými domněnkami, že duchové byli osobou vevnitř osoby (duší osoby), což je ve starověkých kulturách nejvíce patrné jako dech člověka, který se při výdechu v chladnějším podnebí jeví jako bílá mlha.
Příběh od táboráku, forma ústního vyprávění příběhů, často zahrnuje vyprávění duchařských příběhů nebo jiných strašidelných příběhů. Některé příběhy jsou staré desítky let a jejich verze se v různých kulturách liší. Mnoho škol a vzdělávacích institucí považuje duchařské příběhy za součást literatury.
M. R. James napsal v roce 1929 esej „Some Remarks on Ghost Stories“, ve které identifikoval pět hlavních rysů anglického duchařského příběhu. Frank Coffman tyto rysy pro kurz populární imaginativní literatury shrnul takto:
- Předstírání pravdy
- „Příjemný děs“
- Žádné zbytečné krveprolití nebo sex
- Žádné „vysvětlení toho, jak je to možné“
- Zasazení děje: „současný den autora (a čtenáře)“

Zavedení rodokapsů na počátku 20. století vytvořilo nové způsoby publikování duchařských příběhů. Začaly se také objevovat v publikacích, jako jsou časopisy Good Housekeeping a The New Yorker.

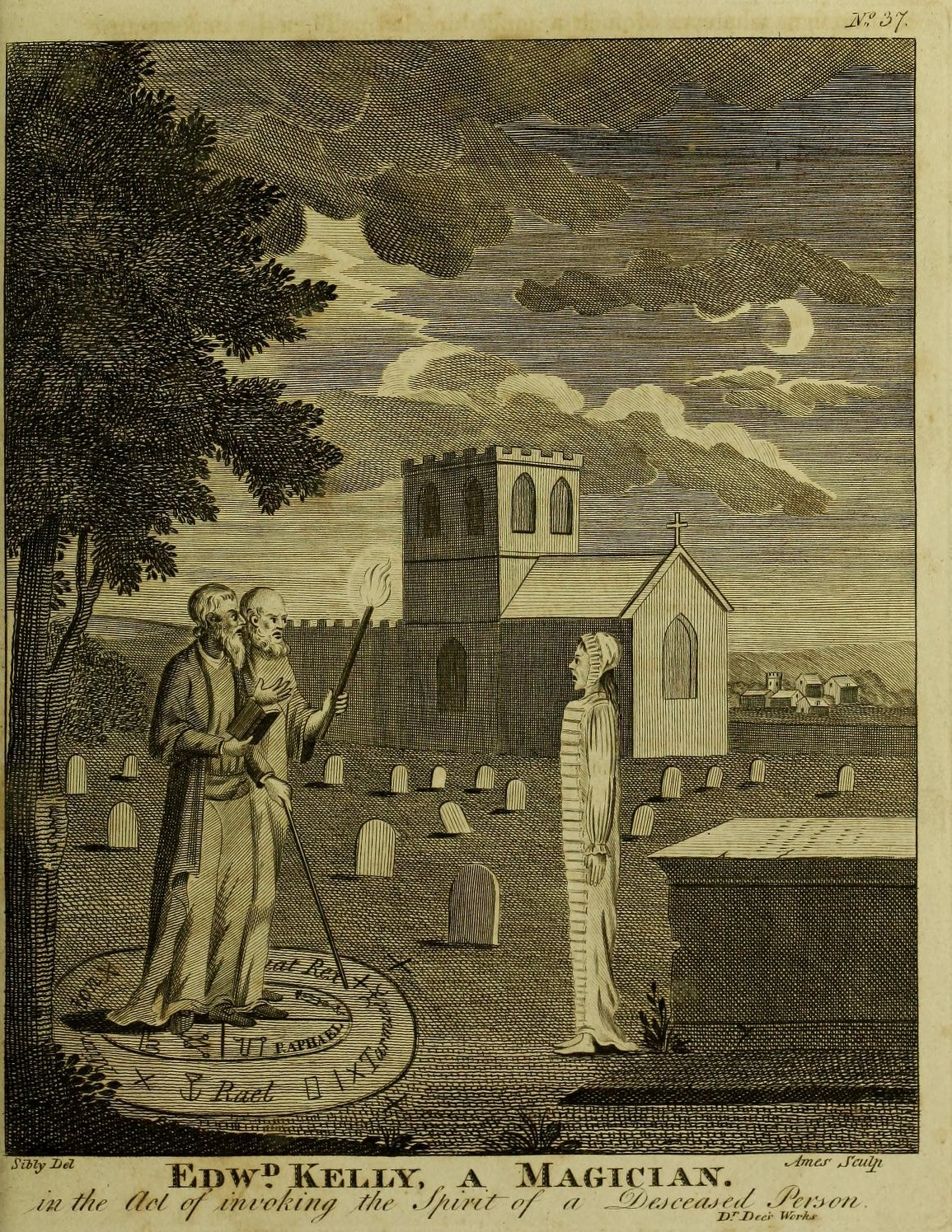
John Dee a Edward Kelley vyvolávají ducha zesnulého člověka (rytina z Astrologie od Ebenezera Siblyho, 1806)

### První příklady
Duchové se v klasickém světě často objevovali ve formě páry nebo kouře, ale v jiných případech byli zase popisováni jako hmotní a objevovali se ve stejné podobě jako v době smrti, spolu s ranami, které je zabily. Duchové mrtvých se v literatuře objevují již v Homerově Odysseji, která zahrnuje cestu do podsvětí a hrdinu, který se setkává s duchy mrtvých, a stejně tak i ve Starém zákonu, ve kterém Čarodějnice z Endoru vyvolává ducha proroka Samuela.
Hra Mostellaria, Komedie o strašidle, kterou napsal římský dramatik Plautus, je nejstarším známým dílem, ve kterém figuruje obydlí, ve kterém straší. Do angličtiny se tato hra někdy překládá jako The Haunted House (tj. Strašidelný dům). Další raný záznam o místě, kde straší, pochází ze zprávy Plinia mladšího (asi 50 n. l.). Plinius popisuje strašení v domě v Aténách duchem spoutaným v řetězech, což je archetyp, který se stal známým v pozdější literatuře.
Duchové se často objevovali v tragédiích římského spisovatele Seneky, který později ovlivnil oživení tragédie na renesanční scéně, zejména Thomase Kyda a Shakespeara.
Sbírka Tisíc a jedna noc, v angličtině někdy známá pod názvem Arabian Nights (tj. Arabské noci), obsahuje řadu duchařských příběhů, které často zahrnují džiny, ghúly a mrtvoly. Zejména „Pohádka o kupci a džinnovi“ se točí kolem domu, kde straší džinové. Další středověká arabská literatura, jako je Encyclopedia of the Brethren of Purity (tj. Encyklopedie bratří čistoty), také obsahuje duchařské příběhy.
Japonské dílo z 11. století s názvem Příběh prince Gendžiho obsahuje duchařské příběhy a postavy, které jsou posedlé duchy.

### Anglické renesanční divadlo

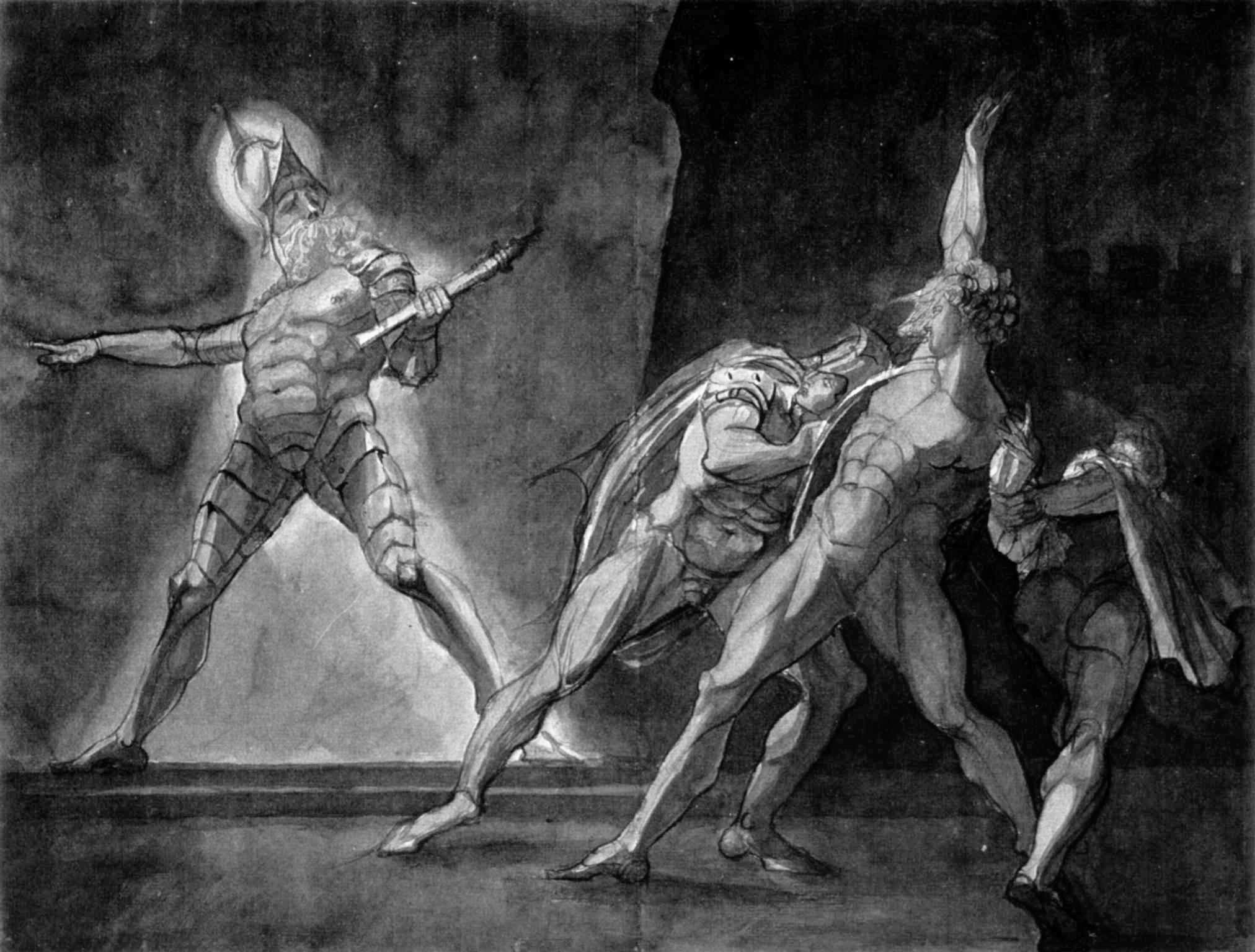
„Hamlet a duch jeho otce“ od Henryho Fuseliho (kresba z 80. let 18. století). Duch má na sobě stylizované plátované brnění ve stylu 17. století, včetně přilby morionového typu a plátů na ochranu stehen. V alžbětinském divadle bylo běžné zobrazovat duchy v brnění, jelikož to naznačovalo pocit starověku.

V polovině 16. století italští humanisté znovu objevili díla Seneky, která se stala vzorem pro oživení tragédie. Vliv Seneky je zvláště patrný ve Španělské tragédii Thomase Kyda a Shakespearově Hamletovi. Obě díla sdílejí téma pomsty, mrtvolného vyvrcholení a taky mají v obsazení duchy. Duchové v Richardu III také připomínají model Seneky, zatímco duch v Hamletovi hraje komplexnější roli. Duch Hamletova otce z Hamleta se stal jedním z nejznámějších duchů v anglické literatuře. V dalším Shakespearově díle Macbeth se zavražděný Banquo ke zděšení hlavní postavy vrací jako duch.
V anglickém renesančním divadle byli duchové často zobrazováni v oděvu živých a dokonce i v brnění. Brnění, které bylo v době renesance již zastaralé, dodávalo jevištním duchům starodávný nádech. Duch z prostěradla začal na jevišti nabývat vliv v 19. století, protože obrněný duch musel být po jevišti přemisťován komplikovanými kladkovými systémy nebo zdvižemi a nakonec se stal otřepaným jevištním prvkem a předmětem posměchu. Ann Jonesová a Peter Stallybrass v knize Renaissance Clothing and the Materials of Memory tvrdí: „Ve skutečnosti to bylo tak, že jakmile se Duchovi začali lidé smát, začal být inscenován nikoli v brnění, ale v nějaké formě „duchovní drapérie“.“ Zajímavým postřehem Jonesové a Stallybrassa je, že „v momentě v historii, kdy začalo být stále nepravděpodobnější, alespoň pro vzdělanou elitu, v duchy vůbec věřit, se zdálo být nutné prosadit jejich nehmotnost a neviditelnost […] Drapérie duchů nyní musí být skutečně stejně duchovní jako duchové sami. Jedná se o výrazný odklon jak od duchů renesanční scény, tak od řeckých a římských divadelních duchů, z nichž tato scéna čerpala. Nejvýraznějším rysem renesančních duchů je právě jejich materiálnost. Zjevují se nám viditelně oblečeni.“

### Pomezní balady
Duchové výrazně figurovali v tradičních britských baladách 16. a 17. století, zejména v tzv. „pomezních baladách“ bouřlivé pohraniční země mezi Anglií a Skotskem. Mezi balady tohoto typu patří The Unquiet Grave, The Wife of Usher's Well a Sweet William's Ghost. Tyto balady obsahují opakující se téma návratu mrtvých milenek nebo dětí. V baladě King Henry pohltí obzvlášť vyhladovělý duch králova koně a psy, a přinutí krále jít do postele. Král se poté probudí a najde ducha přeměněného na krásnou ženu.

### Romantismus

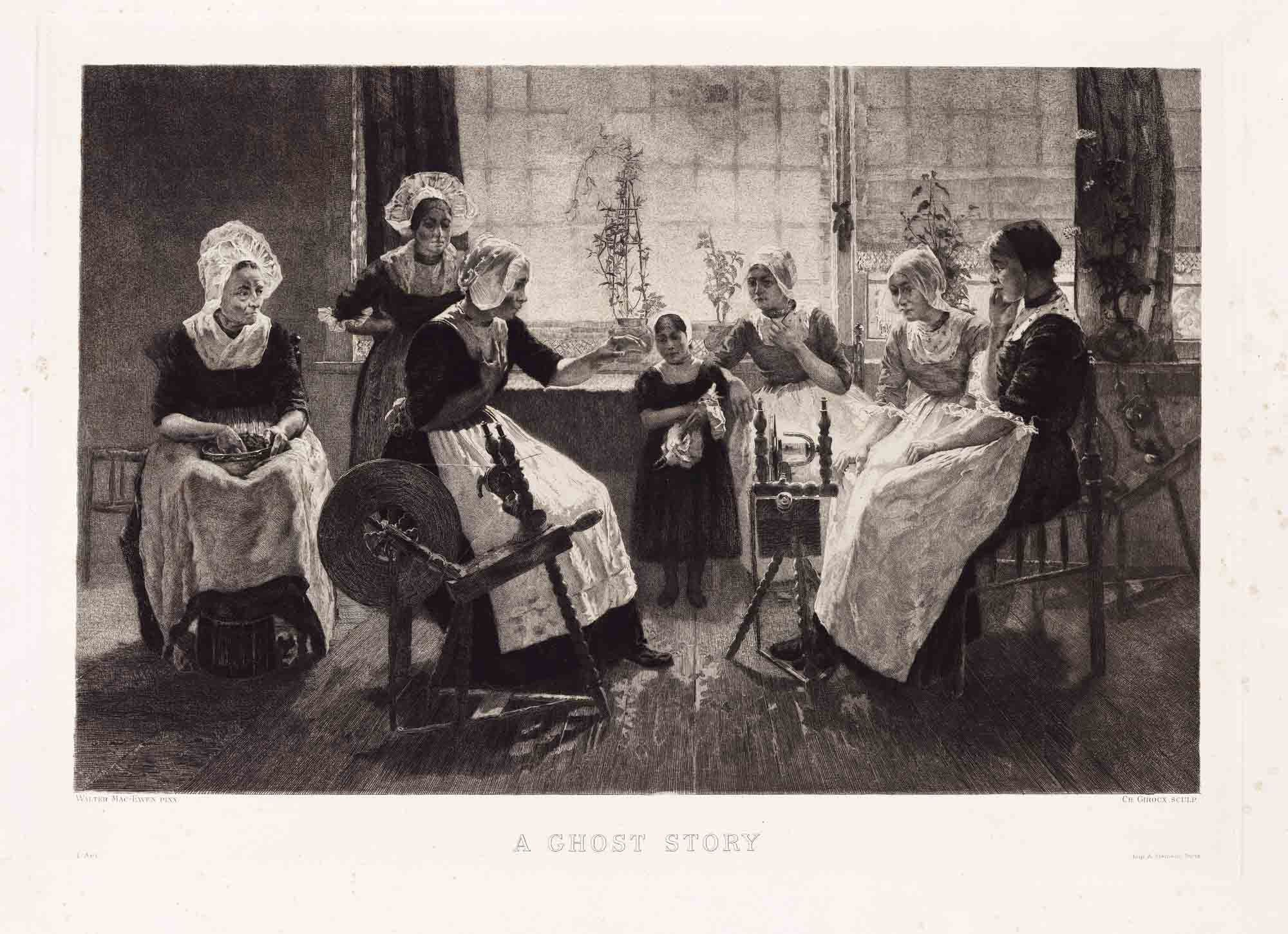
Vyobrazení ženy, která vypráví duchařský příběh.

Jedním z hlavních raných děl s výskytem duchů byl Otrantský zámek, což je kniha, kterou napsal Horace Walpole v roce 1764 a která byla považována za první gotický román. Nicméně, i když duchařský příběh sdílí použití nadpřirozena s gotickým románem, tyto dvě formy se liší. Duchařské příběhy se, na rozdíl od gotického románu, obvykle odehrávají v čase a na místě blízkém publiku.
Moderní povídka se v Německu objevila na počátku 19. století. Kleistova Žebračka z Locarna, publikovaná v roce 1810, a několik dalších dobových děl se považují za první moderní duchařské povídky. Mezi duchařské příběhy E. T. A. Hoffmanna patří „The Elementary Spirit“ a „The Mines of Falun“.
Ruským ekvivalentem duchařského příběhu je tzv. bylička. Mezi pozoruhodné příklady tohoto žánru z 30. let 19. století patří Gogolova povídka Vij a Puškinova Piková dáma, ačkoli existuje spousta dalších příběhů od méně známých spisovatelů, které byly napsány především jako tzv. vánoční fikce. Horské pásmo Vogézy je dějištěm většiny duchařských příběhů francouzské spisovatelské dvojice Erckmann-Chatrian.
Jedním z prvních autorů duchařských příběhů v Anglii byl Walter Scott. Jeho duchařské příběhy „Historka šumaře Willieho“ (1824, poprvé publikován jako součást románu Železná pěst) a Komnata s gobelíny (1828) se vyvarovaly „gotického“ stylu psaní a ukázaly pozdějším autorům tohoto žánru, jak na to.

### „Zlatý věk duchařského příběhu“
Historik duchařského příběhu Jack Sullivan poznamenal, že mnoho literárních kritiků tvrdí, že mezi úpadkem gotického románu ve 30. letech 19. století a začátkem první světové války existoval tzv. „zlatý věk duchařského příběhu“. Sullivan tvrdí, že díla, která zahájila tento „zlatý věk“, napsali Edgar Allan Poe a Sheridan Le Fanu.
Irský spisovatel Sheridan Le Fanu byl jedním z nejvlivnějších autorů duchařských příběhů. Jeho sbírky, jako například V temném zrcadle (1872) a Purcellovy listiny (1880), pomohly popularizovat povídku jako prostředek pro duchařské příběhy. Charlotte Riddell, která psala beletrii jako paní J. H. Riddell, napsala duchařské příběhy, které byly známé obratným využitím motivu strašidelného domu.

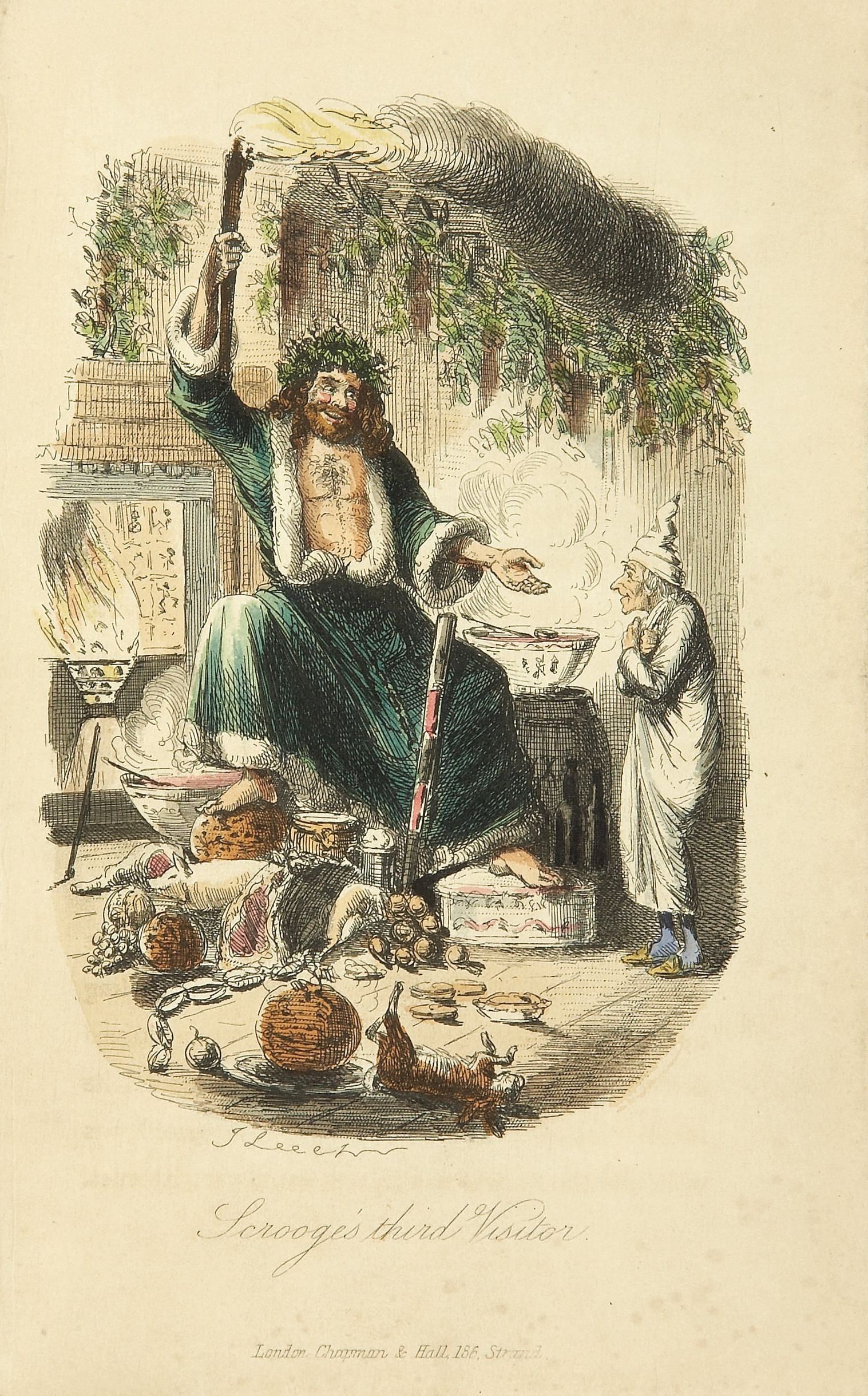
Lept z 19. století od Johna Leeche zachycující Ducha současných Vánoc, jak je vykresleno ve Vánoční koledě Charlese Dickense

„Klasický“ duchařský příběh vznikl během viktoriánského období a zahrnoval autory, jako je M. R. James, Sheridan Le Fanu, Violet Hunt a Henry James. Klasické duchařské příběhy byly ovlivněny tradicí gotického románu a obsahují prvky folklóru a psychologie. M. R. James shrnul zásadní prvky duchařského příběhu jako: „Zlomyslnost a děs, zlostný pohled ďábelských tváří, „chladný úšklebek nadpozemské zloby“, pronásledující figury ve tmě a „dlouhotrvající vzdálené výkřiky“, to vše je na místě, a stejně tak i trocha krve, jejíž prolití je úmyslné a pečlivě zorganizované. . . “.
Slavnými literárními zjeveními z viktoriánského období jsou duchové z Vánoční koledy, kde Scroogovi pomohl vidět jeho špatné chování duch jeho bývalého kolegy Jacoba Marleyho, a také Duchové minulých Vánoc, současných Vánoc a budoucích Vánoc. Před Vánoční koledou publikoval Dickens ještě „Příběh skřítků, kteří ukradli Sextona“. Dickens také napsal povídku „Hlídač“, což je další dílo, ve kterém figuruje duch.

#### Jamesovský styl
David Langford popsal britského spisovatele M. R. Jamese jako autora „nejvlivnějšího kánonu duchařských příběhů 20. století“. James zdokonalil metodu vyprávění příběhů, která se od té doby proslavila jako jamesovská a která opustila od mnoha tradičních gotických prvků jeho předchůdců. Klasický jamesovský příběh obvykle zahrnuje následující prvky:
1. charakteristické prostředí anglické vesnice, přímořského města nebo venkovského statku; starobylé město ve Francii, Dánsku nebo Švédsku; či uznávané opatství nebo univerzita.
2. nevýrazný a spíše naivní muž-učenec jako hlavní postava (často zdrženlivé povahy).
3. objev staré knihy nebo jiného starobylého předmětu, který se nějakým způsobem odemkne, vypustí hněv nebo alespoň přiláká nevítanou pozornost nadpřirozené hrozby, obvykle z onoho světa.

Podle Jamese musí příběh „postavit čtenáře do situace, kdy si říká: „Pokud nebudu opatrný, může se něco takového stát i mně!“ Zdokonalil také techniku vyprávění nadpřirozených událostí prostřednictvím implikace a sugesce tím, že nechal čtenáře zapojit představivost, a zaměřil se na obyčejné detaily prostředí a postav, aby přinesl nějakou úlevu od děsivých a bizarních prvků. Svůj přístup shrnul v předmluvě ke sbírce Ghosts and Marvels (Oxford, 1924): „Dvě složky, které jsou při vymýšlení duchařského příběhu nejdůležitější, podle mě jsou atmosféra a pěkně zvládnuté vyvrcholení. . . . Představte nám tedy postavy poklidně; ukažte nám, jak dělají běžné věci, nerušeni zlými předtuchami, spokojeni ve svém okolí; a do tohoto klidného prostředí nechte zlověstnou věc nejprve nenápadně strčit hlavu, a pak naléhavěji, dokud všechno neovládne.“
Dále poznamenal: „Dalším požadavkem je podle mého názoru, že by duch měl být zlomyslný nebo odporný: milá a nápomocná zjevení se hodí do pohádek nebo místních legend, ale ve smyšleném duchařském příběhu nemají co dělat.“
Navzdory jeho návrhu (v eseji „Stories I Have Tried to Write“), aby spisovatelé ve svých dílech byli zdrženliví, mnoho Jamesových příběhů vykresluje scény brutálního a často znepokojujícího násilí.

### Američtí spisovatelé 19. století
Američtí spisovatelé, kteří byli ovlivněni britskými a německými příklady, začali vytvářet vlastní duchařské příběhy. Povídka Washingtona Irvinga Legenda o Ospalé díře (1820), založená na dřívějším německém lidovém vyprávění, obsahuje postavu Bezhlavého jezdce. Tato povídka byla mnohokrát adaptována pro film nebo televizní pořad, jako je například Ospalá díra, úspěšný celovečerní film z roku 1999. Irving také napsal „Adventure of the German Student“ (tj. Dobrodružství německého studenta), a i Edgar Allan Poe napsal několik příběhů, ve kterých vystupují duchové, jako je například „Maska červené smrti“ a „Morella“.
Známí američtí spisovatelé jako Edith Wharton, Mary E. Wilkins Freeman a F. Marion Crawford později v 19. století psali duchařské příběhy. Henry James také psal duchařské příběhy, včetně proslulé knihy Utažení šroubu. Utažení šroubu se také objevilo v řadě adaptací, zejména ve filmu Neviňátka a opeře Benjamina Brittena s anglickým názvem The Turn of the Screw.
Zavedení rodokapsů na počátku 20. století vytvořilo nové způsoby publikování duchařských příběhů. Začaly se také objevovat v publikacích, jako jsou časopisy Good Housekeeping a The New Yorker.

### Komedie a opery
Opera Oscara Telgmanna Leo, the Royal Cadet (1885) obsahuje píseň Judge's Song o duchovi na univerzitě Royal Military College of Canada v Kingstonu v provincii Ontario.
Komická povídka Oscara Wildea „Strašidlo cantervillské“ (1887) byla několikrát adaptována do filmových a televizních verzí.
Ve Spojených státech před první světovou válkou a během ní folkloristé Olive Dame Campbell a Cecil Sharp sbírali balady od lidí z Appalačského pohoří, které zahrnovaly strašidelná témata. Patří mezi ně například „The Cruel Ship's Carpenter“, „The Suffolk Miracle“, „The Unquiet Grave“ a „The Wife of Usher's Well“. Tématem těchto balad byl často návrat mrtvé milenky. Tyto písně byly variantami tradičních britských balad předávaných generacemi lidí z hor, kteří byli potomky lidí z anglo-skotské pohraniční oblasti.

### Psychologický horor
Algernon Blackwood (který spojil duchařský příběh s přírodní mystikou), Oliver Onions (jehož příběhy čerpaly z psychologického hororu), a William Hope Hodgson (jehož duchařské příběhy obsahovaly také prvky námořních příběhů a sci-fi) pomohli v eduardovském období posunout duchařský příběh do nových směrů.

### Kaidan

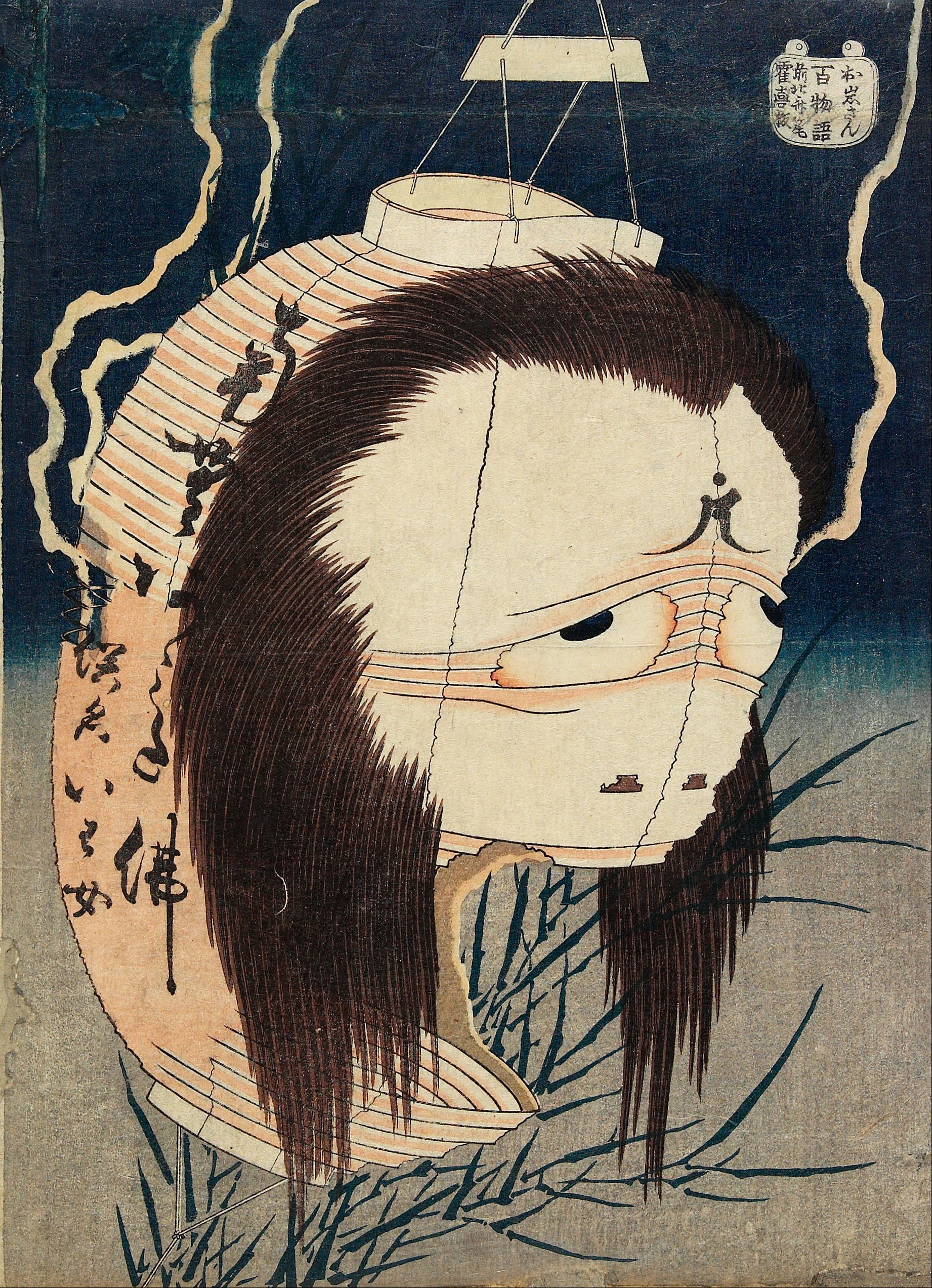
Ilustrace ke klasickému japonskému příběhu Yocuja kaidan – pomstychtivý duch Oiwy se odhaluje manželovi v lampionu. Tisk Hokusaie Kacušiky ze série Hjaku monogatari, přibližně 1830

Kaidan (怪談), což doslovně znamená „nadpřirozený příběh“ nebo „podivný příběh“, je formou japonského duchařského příběhu. Kaidan vstoupil do lidové mluvy, když se v období Edo stala populární hra zvaná Hjakumonogatari Kaidankai. Popularita této hry, stejně jako získání tiskařského lisu, vedla k vytvoření literárního žánru s názvem Kaidanšu. Kaidan nejsou vždy hororové příběhy, mohou být „vtipné nebo podivné, nebo jen vyprávějí o zvláštní věci, která se jednou stala“.
Lafcadio Hearn publikoval v roce 1904 Kwaidan či Tajuplné japonské povídky jako sbírku japonských duchařských příběhů, které sám nasbíral a podle kterých byl později natočen film. Tato kniha je považována za první představení japonských pověr evropskému a americkému publiku.

### Moderní doba (1920 a dále)
V letech 1926 až 1932 byl vydáván časopis Ghost Stories, který neobsahoval téměř nic jiného než duchařské příběhy.
Od 40. let 20. století psal Fritz Leiber duchařské příběhy z moderních průmyslových prostředí. Patří mezi ně například „Smoke Ghost“ (1941) a „A Bit of the Dark World“ (1962). Shirley Jacksonová významně přispěla k duchařským příběhům románem Dům na kopci (1959).
Známým moderním britským spisovatelem duchařských příběhů je Ramsey Campbell. Susan Hill také napsala knihu Žena v černém (1983), což je duchařský román, který byl adaptován do divadelních, televizních a filmových verzí.
Hra Noëla Cowarda Rozmarný duch, která byla v roce 1942 zfilmována, pojala fenomén strašení jednotlivců a konkrétních míst humornějším způsobem.

## Film

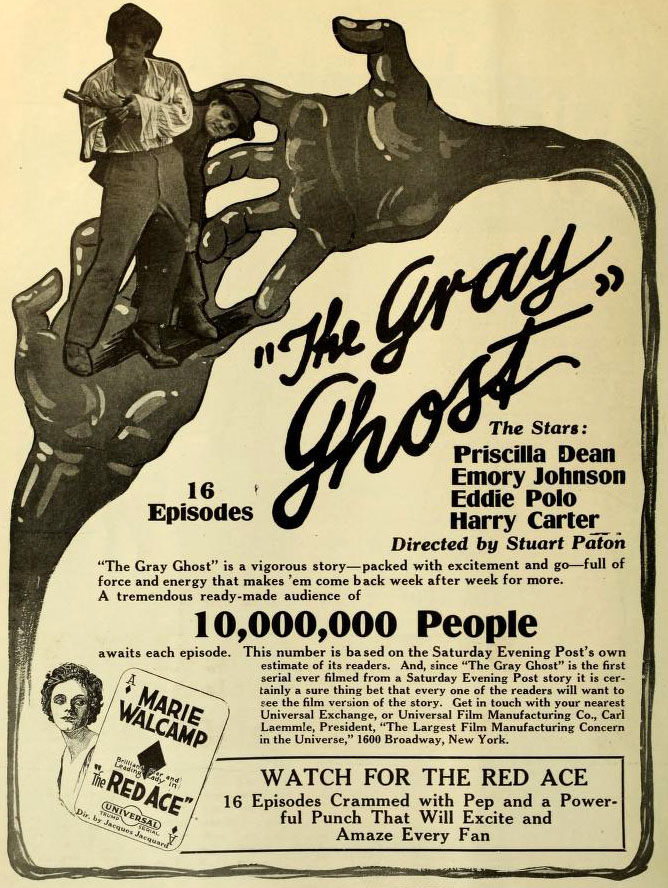
The Gray Ghost (1917).

Na konci 90. let 20. století se ve filmech začali objevovat duchové a nadpřirozené události. S příchodem filmů a televize se vyobrazení duchů na obrazovkách stalo běžným a pokrývalo i různé žánry. Díla Shakespeara, Dickense a Wilda byla zpracována do filmových verzí, stejně jako adaptace dalších dramatiků a romanopisců. Jedním ze známých krátkých filmů byl Haunted Castle z roku 1896, který režíroval Georges Méliès. Je také považován za první němý krátký film zobrazující duchy a nadpřirozené události.
V roce 1926 vyšel román Topper, který napsal Thorne Smith. Tento román představil moderního amerického ducha. Když byl román v roce 1973 adaptován do filmu Přátelé z onoho světa, zahájil tak nový filmový žánr a ovlivnil také televizi. Po druhé světové válce se sentimentální vyobrazení duchů stalo v kinematografii populárnějším než horor. Týká se to například filmu The Ghost and Mrs. Muir z roku 1947, který byl později adaptován do populárního televizního seriálu z let 1968 až 1970. Mezi pravé psychologické hororové filmy z tohoto období patří The Uninvited z roku 1944 a Přízraky noci z roku 1945. V tomto období vznikl také film Rozmarný duch, založený na hře Noëla Cowarda. V roce 1963 došlo k jedné z prvních velkých adaptací duchařského románu. Tento film se nazývá Strašení a vychází ze známého románu Dům na kopci.
V 70. letech 20. století se vyobrazení duchů na obrazovkách rozcházelo do odlišných žánrů romantiky a hororu. Běžným tématem v romantickém žánru tohoto období byl duch jako neškodný průvodce nebo posel, který má často nevyřízené záležitosti. To můžeme vidět například ve filmu Hřiště snů z roku 1989, ve filmu Duch z roku 1990 a v komedii Srdce a duše z roku 1993. V hororovém žánru je to například film Mlha z roku 1980 a série filmů Noční můra v Elm Street z 80. a 90. let. Tyto filmy jsou pozoruhodnými příklady trendu spojování duchařských příběhů se scénami fyzického násilí. V 90. letech došlo k návratu ke klasickým „gotickým“ duchům, jejichž nebezpečí bylo spíše psychologické než fyzické. Příkladem filmů z tohoto období jsou tyto komedie a mysteriózní filmy: Krotitelé duchů z roku 1984, Šestý smysl z roku 1999 a Ti druzí. V 90. letech došlo také k veselé adaptaci dětské postavy Caspera, přátelského ducha, který byl původně populární v komiksové podobě v 50. a 60. letech, v celovečerním filmu Casper.
Asijská kinematografie také produkovala horory o duších, jako například japonský film Kruh z roku 1998 (v roce 2002 přepracovaný na americkou verzi Kruh) a film Oko z roku 2002 od bratrů Pangových. Indické duchařské filmy jsou populární nejen v Indii, ale také na Středním východě, v Africe, jihovýchodní Asii a dalších částech světa. Některé indické duchařské filmy, jako je komedie / horor Chandramukhi, byly komerčními úspěchy dabovanými do několika jazyků. Tyto filmy jsou obecně založeny na zkušenostech moderních lidí, kteří se neočekávaně setkávají s duchy. Obvykle čerpají z tradiční indické literatury nebo folklóru. V některých případech jsou indické filmy předělávky západních filmů, jako je Anjaane, založený na duchařském příběhu režiséra Alejandra Amenábara Ti druzí.

## Televize
Ve fiktivních televizních programech byli duchové zkoumáni v seriálech jako Posel ztracených duší, Médium, Lovci duchů, seriálová adaptace The Ghost and Mrs. Muir a Randall a Hopkirk. V animovaných fiktivních televizních pořadech sloužili duchové jako ústřední prvek například v Casper the Friendly Ghost, Danny Phantom a Scooby-Doo, stejně jako drobné role v několika jiných televizních pořadech.
Lov duchů, který byl částečně popularizován komediálními filmy Krotitelé duchů z roku 1984, získával oblibu jako koníček, při kterém jsou prozkoumávána místa, kde údajně straší. Téma lovení duchů se objevilo v nadpřirozených reality show, jako je Strašení, Po stopách duchů, Lovci přízraků, Mezinárodní lovci přízraků, Laboratoř duchů a Most Haunted. Pro dětské publikum je toto téma zastoupeno například pořadem The Ghost Hunter vycházejícím ze stejnojmenné knižní série a pořadem Ghost Trackers.
Indický televizní seriál Aahat představoval duchařské a nadpřirozené příběhy napsané B. P. Singhem. Poprvé byl vysílán 5. října 1995 a běžel déle než deset let. Skončil 25. listopadu 2010 s více než 450 epizodami.